# Sceloporus smaragdinus
Sceloporus smaragdinus là một loài thằn lằn trong họ Phrynosomatidae. Loài này được Bocourt mô tả khoa học đầu tiên năm 1873.